# Beti Sekulovski
Beti Sekulovski (Melbourne, 17 mei 1983) is een voormalig tennisspeelster uit Australië.
Zij begon op zesjarige leeftijd met het spelen van tennis.
Zij kreeg tweemaal een wildcard voor het Australian Open damesdubbelspel, beide malen met Cindy Watson.
Na haar actieve carrière werd ze coach, onder andere van Jaimee Fourlis.